# (6737) Okabayashi
(6737) Okabayashi (1993 ER) – planetoida z pasa głównego asteroid okrążająca Słońce w ciągu 3,56 lat w średniej odległości 2,33 j.a. Odkryta 15 marca 1993 roku.